# Antonino Asta
Antonino Asta (* 17. November 1970 in Alcamo) ist ein ehemaliger italienischer Fußballspieler und -trainer.

## Spielerkarriere

### Im Verein

#### Die unteren Spielklassen
Asta spielte bei Corbetta und Abbiategrasso, bevor er bei Saronno im Profifußball debütierte. Von 1995 bis 1997 war er Stammspieler beim Calcio Monza in der dritthöchsten Spielklasse Italiens. 1997 wechselte er zu FC Turin in die Serie B.

#### Turin, Neapel und Palermo
Mit Turin erreichte Asta in der Saison 1998/99 den Aufstieg in die höchste italienische Spielklasse. Am 28. August 1999 debütierte er in der Serie A in einem Spiel gegen Bologna. Im Januar 2000 wurde der Mittelfeldspieler an SSC Neapel verkauft, aber Ende Saison kehrte er zurück nach Turin, wo er für zwei weitere Saisons spielte. Die letzten zwei Jahre (2002–2004) vor seinem Rücktritt spielte er bei US Palermo.

### In der Nationalmannschaft
Asta absolvierte in seiner Karriere ein Spiel für die italienische Fußballnationalmannschaft. In seinem einzigen Länderspiel setzte ihn Giovanni Trapattoni am 13. Februar 2002 gegen die Vereinigten Staaten vom Spielbeginn an ein, am Anfang der zweiten Halbzeit wurde er ausgewechselt.

## Trainerkarriere
Seit 2005 ist er als Trainer in der Jugendmannschaft des FC Turin tätig.